# Basilika Johannes der Täufer (Oosterhout)

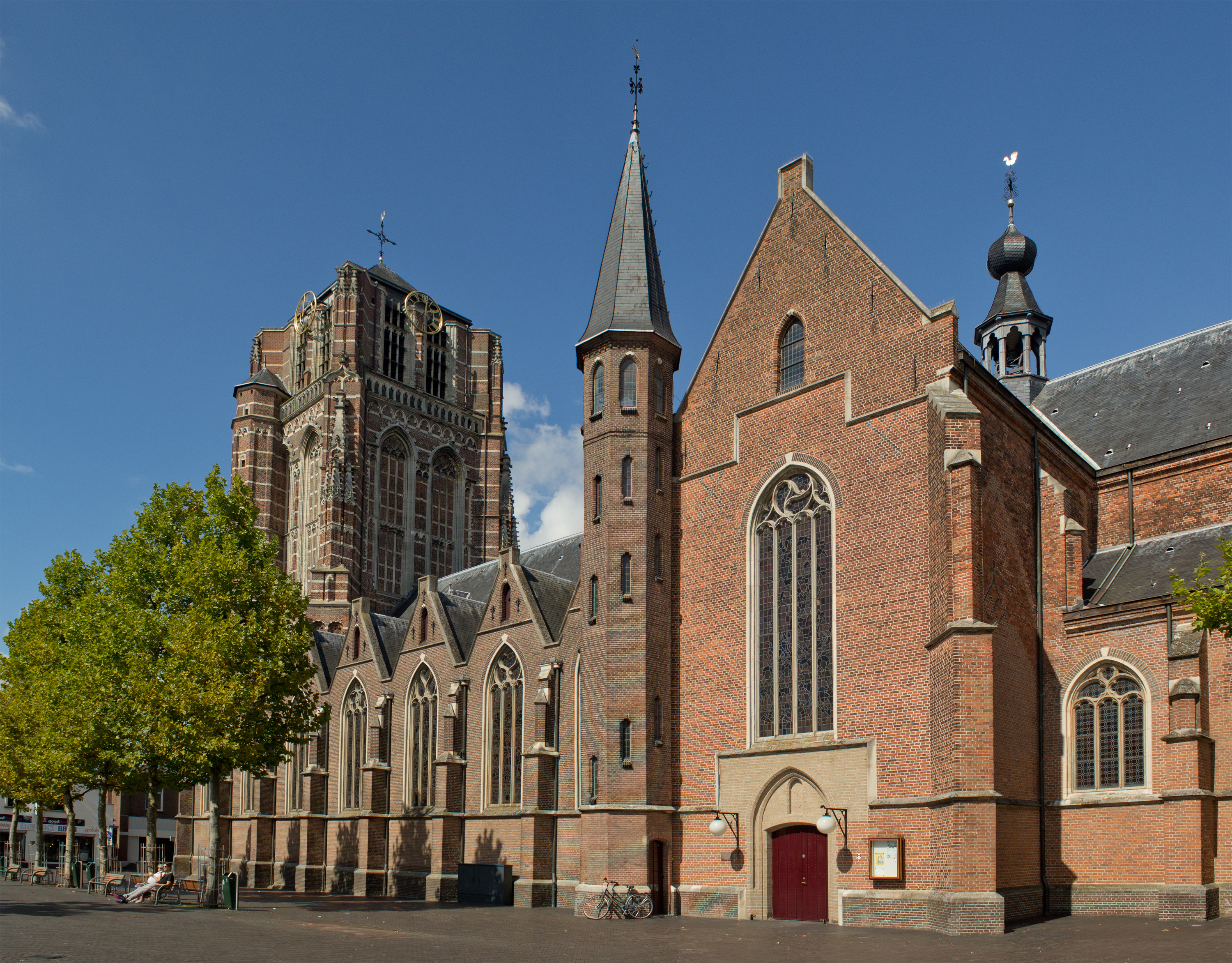
Johannesbasilika

Die Basilika St. Johannes der Täufer oder St. Johannes-Basilika (niederländisch Basiliek Sint-Jan-de-Doper) ist die römisch-katholische Hauptkirche von Oosterhout, Noord-Brabant, im Bistum Breda. Die Kirche trägt den Titel einer Basilika minor und ist als Rijksmonument geschützt.

## Baugeschichte

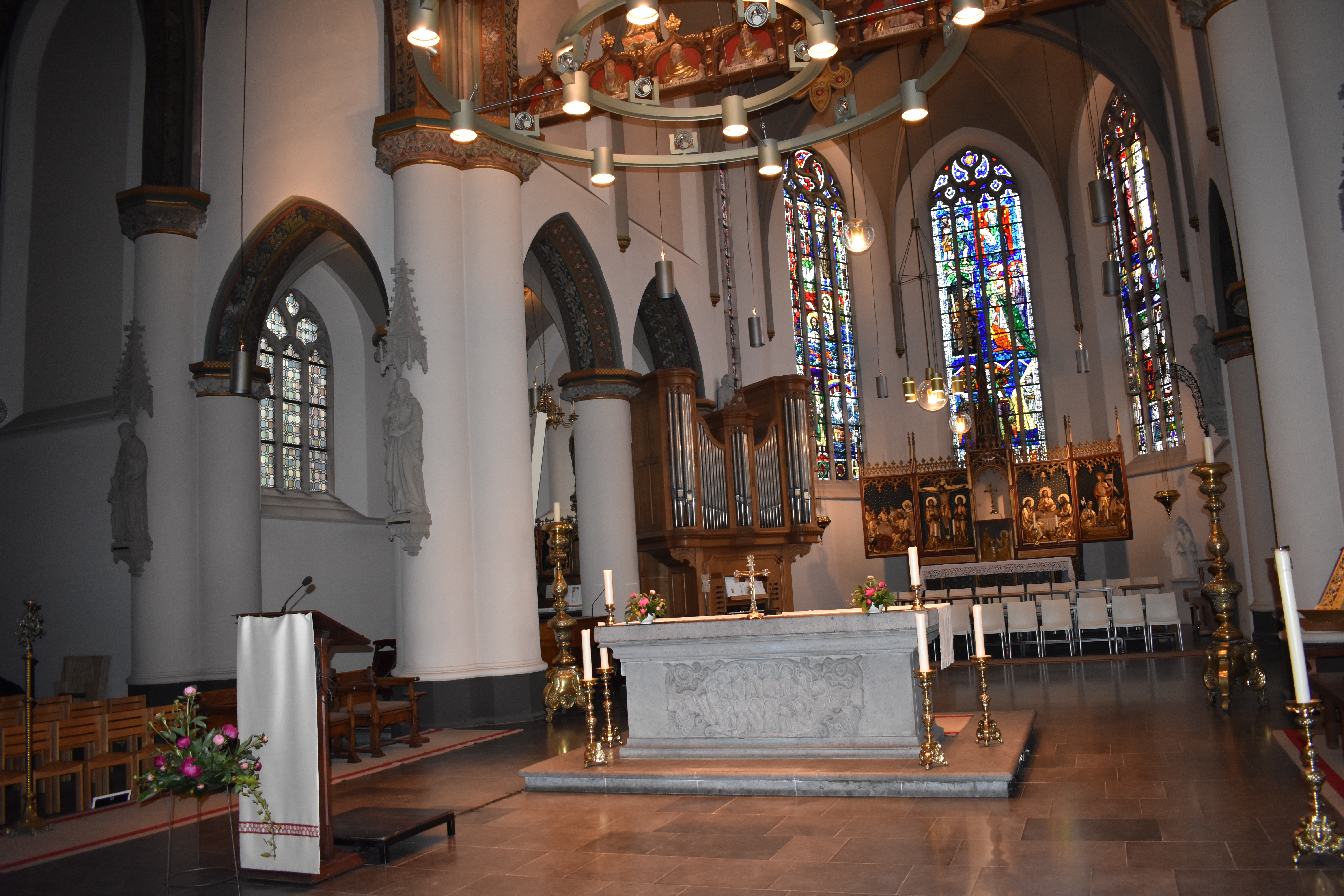
Altarraum

Aus Ausgrabungen ist bekannt, dass bereits um das Jahr 1000 eine romanische Kirche an der Stelle der heutigen Kirche errichtet wurde, ab 1277 ist die Gemeinde belegt. Etwa 1473 wurde hier mit dem Bau einer größeren Kirche im gotischen Stil begonnen, welche 1493 fertiggestellt wurde. Der anschließende Turmbau dauerte von 1519 bis 1552. Dieser war durch den Turm der Onze-Lieve-Vrouwekerk von Breda inspiriert, wurde aber nie fertig gestellt und nur mit einer Kappe abgeschlossen. Durch den Bildersturm wurde die Kirche 1566 erheblich getroffen. Im Achtzigjährigen Krieg diente der Kirchturm als Beobachtungsturm für die spanische Belagerung von Breda im Jahr 1625. Die Truppen von Friedrich Heinrich legten daraufhin Feuer an der Kirche. Die Wiederherstellung dauerte von 1628 bis 1636. Dabei wurden einige der alten, zerbrochenen Steingewölbe durch flache Holzdecken ersetzt.

## Protestantismus und Restitution
Obwohl die überwiegende Mehrheit der Bevölkerung von Oosterhout während des Achtzigjährigen Krieges durch die Katholiken gebildet blieb, kam die St. Johanneskirche nach dem Westfälischen Frieden 1648 in protestantische Hände. Erst 1809 wurde die zwischenzeitlich nach 1795 auch Armeedepot verwendete Kirche durch eine Entscheidung von Louis Bonaparte an die katholische Kirche zurückgegeben. Als Ausgleich mussten die Katholiken 7000 Gulden als Beitrag für ein neues protestantisches Kirchengebäude in der Rulstraat geben. Der Kirchturm blieb dabei bis 1910 städtisches Eigentum.

## Restaurierungen
In den Jahren 1817 bis 1821 erhielt die Kirche wieder ein klassisches Interieur. 1881 bis 1883 wurde sie gründlich restauriert und vom Architekten Pierre Cuypers umgebaut. Dabei wurden die Gewölbe wiederhergestellt und die Kirche um zwei Schiffe erweitert. Bei den umfangreichen Restaurierungen 1974 bis 1977 wurde die Ausmalung wieder nach dem Originalzustand hergestellt, ebenso wurden neue Kirchenfenster nach alten Zeichnungen eingebaut und eine zusätzliche Chororgel der Firma Verschueren Orgelbouw installiert.

## Ausstattung

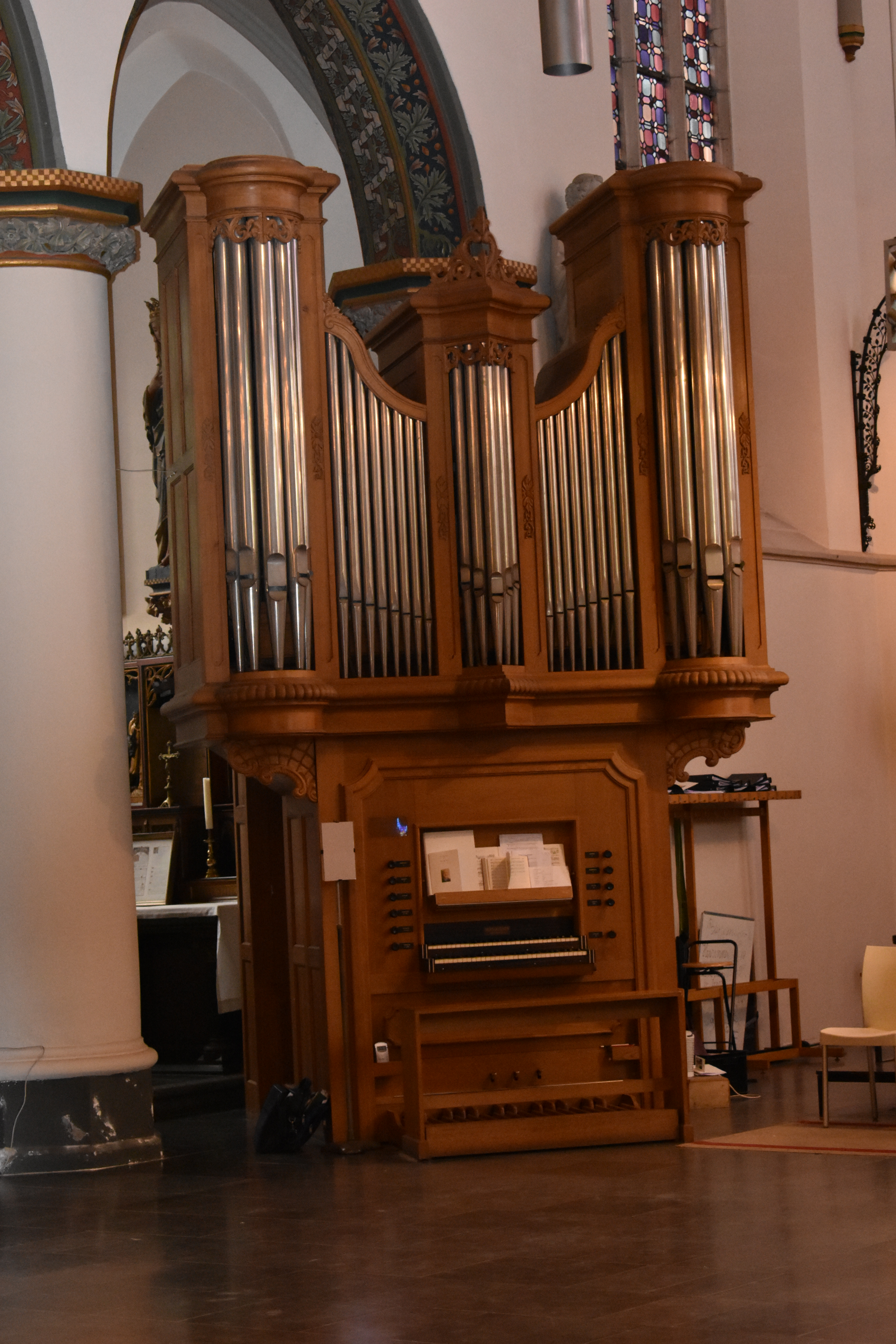
Orgel

Die Hauptorgel wurde 1890 von Michael Maarschalkerweerd gebaut. Der Turm hat ein Glockenspiel mit 49 Glocken, darunter die Johannes aus dem Jahr 1763. Neben dem Turm wurde 1921 eine Christusstatue von Dom Bellot aufgestellt.

## Erhebung zur Basilika
Aus Anlass des 700. Jahrestages der Gemeinde und dem Abschluss der Renovierung wurde die Kirche 1977 von Papst Paul VI. zur Basilica minor erhoben.